# Magicicada tredecim
Magicicada tredecim (лат.) — вид периодических цикад с 13-летним жизненным циклом, распространенный в восточной части Северной Америки.
Относится к группе decim, включающей также виды Magicicada neotredecim (13-летняя) и Magicicada septendecim (17-летняя). По своему циклу сходен с видами Magicicada tredecassini, Magicicada tredecula и Magicicada neotredecim, имеющими также 13-летний период развития.
Глаза и жилки крыльев красноватые, верхняя часть груди чёрная Нижняя часть брюшка оранжевая..
Magicicada tredecim близок к недавно открытому виду Magicicada neotredecim, от которого отличается особенностями песни самцов, окраской брюшка и митохондриальной ДНК.